# HP-UX
HP-UX (Hewlett-Packard UNIX) は、ヒューレット・パッカード (HP) (1939年創業)、現ヒューレット・パッカード・エンタープライズ (HPE) 製の UNIX オペレーティングシステムである。ワークステーションおよび中・大規模システム用サーバに採用されている。System V（初期はSystem III）ベースのプロプライエタリUNIXである。

## 特徴
企業の基幹系システムに用いる中・大規模サーバに要求される、高い信頼性を持つとされる。特に通信、金融／証券系のシステムにおいて、TCP/IP に準拠した既存パッケージを改造する事無く、簡易なシェルスクリプトの生成にて適用できる高可用クラスタパッケージ MC/ServiceGuard(現在名は HP Serviceguard) が評価され、日本でも多くの通信、金融／証券系ユーザの基幹系システムプラットホームとして稼動している。MC/ServiceGuard の動作監視機能（TOC タイマ）をカーネルに組み込んでおり、商用クラスタ構成での信頼性・実績を持つ。
日本では、NTTドコモのiモードのサーバに使われていることで有名。
自社のPA-RISC及び、インテルのItanium系CPUでの動作を保証している。Itanium系では、EPIC採用のためPA-RISC系とはCPUアーキテクチャが異なるが、エミュレータ（Ariesバイナリトランスレータ）によりバイナリレベルの互換性を提供している。ただし、エミュレーションによるパフォーマンスへの影響を回避してItanium系本来のパフォーマンスを得るためには、ソースコードの再コンパイルが必要となる。またCPUアーキテクチャの変更によりオブジェクトサイズが大きくなる傾向がある。
大規模システムでは大容量かつ大量のデータを扱うため、高いレベルでの入出力データ処理能力や高可用性を要求される。システムが確保可能なディスク領域は、論理ボリュームマネージャ (LVM, VxVM) によって管理され、データエリアの柔軟な管理や障害発生時の代替処理に対応する。一方で、ジャーナル・ファイル・システム (VxFS) によって、大容量データの入出力や更新処理を効率よく行えるように最適化されている。また、障害発生時にもファイル構造の復旧を速やかに行えるようになっている。VxVMやVxFSは、かつて存在したVERITASの商用パッケージを採用したものである。
日本のベンダであるNEC・日立製作所・沖電気工業・三菱電機などがOEM販売を、さらにNEC・日立製作所が自社開発による互換サーバを販売している。NECはNX7700iシリーズやシグマグリッドを、日立はBladeSymphonyの1000シリーズのうちIPFブレードを製造していた。。

## 歴史
初期のバージョンはApollo/Domainシステムに対応していた。モトローラ68000シリーズのプロセッサに基づいたHP 9000シリーズ200、300、400システムや、HPのFOCUSアーキテクチャに基づいたHP 9000シリーズ500システムでも用いられていた。
2009年現在はPA-RISCレンジのプロセッサとIA-64プロセッサに対応している。バージョンはHP-UX 11i v3 (B.11.31) である。11iとは 11.0のインターネット対応機能強化版の位置付け。11i v1 (B.11.11) において、NTTドコモのiモードゲートウェイシステム (CIRCUS) の提案を行う際に強化した機能を標準化し、その上にスレッド動作をN:Mスレッドに変更している。